# Newsells
Newsells – osada w Anglii, w Hertfordshire. Newsells jest wspomniana w Domesday Book (1086) jako Neusela/Neuselle. W 1870-72 osada liczyła 155 mieszkańców.